# Langur de Sarawak
El langur de Sarawak (Presbytis chrysomelas) és una espècie de primat de la família dels cercopitècids. És endèmic de l'illa de Borneo, on viu al nord del riu Kapuas a Kalimantan (Indonèsia), Brunei i els estats malais de Sarawak i Sabah. Té una taxonomia complexa i discutida; se l'ha considerat una subespècie de P. femoralis o P. melalophos.